# José Francisco Bermúdez

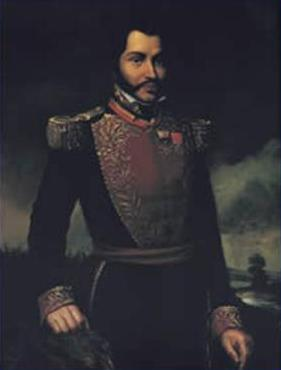
José Francisco Bermúdez

José Francisco Bermúdez (* 23. Januar 1782 in San José de Areocuar; † 15. Dezember 1831 in Cumaná) war General in der Befreiungsarmee und Oberbefehlshaber des Heeres von Venezuela.

## Leben

### Militärische Laufbahn
Bermúdez trat bereits 1810 dem Patriotenheer bei und wurde 1812 zum Unterleutnant befördert und auf einen Feldzug in der Provinz Barcelona beordert. Nach der Kapitulation Francisco de Mirandas im Juli 1812 flüchtete er nach Trinidad.

#### Erster Sieg
Hier nahm er an der Versammlung teil, die Santiago Mariño für die Venezolaner in Exil einberufen hatte, um die Rückeroberung zu proklamieren. 1813 war er bei verschiedenen Landeoperationen in Ostvenezuela vertreten, die zur Rückeroberung Venezuelas führen sollten. Im Februar gewann er bei Irapa (Halbinsel Paria in Ostvenezuela) eine Schlacht gegen zahlenmäßig überlegene Gegner.

#### Beförderung
1814 wurde er zum Oberst befördert und diente in der Reserve unter General Mariño, den Simón Bolívar zu seiner Unterstützung beorderte. In diesem Jahr kämpfte er in einer Reihe von Schlachten, konnte aber ebenso wenig wie Bolívar den Untergang der zweiten Republik verhindern. In Aragua de Barcelona, Mitte August unterstellte er sich nicht dem Befehl Bolívars, was die Ermordung Tausender Zivilisten, die aus Caracas geflohen waren, durch Francisco Tomás Morales nach der Niederlage zur Folge hatte.
Über die Isla Margarita, die Antillen und Cartagena, wo er zeitweilig die Verteidigung der Stadt gegen das spanische Expeditionsheer von Pablo Morillo leitete, flüchtete er 1815 nach Haiti, wo er Bolívar traf, ohne sich ihm bei seinen Rückeroberungsfeldzug anzuschließen. Seine Ressentiments gegen Bolívar wegen des Verlustes der Zweiten Republik war er erst viel später in der Lage, abzulegen.

#### Befreiungskämpfe
Im November 1816 schloss Bermúdez sich in Güira wieder Mariño an und begleitete ihn auf seinem Feldzug im Osten Venezuelas, in Opposition zu Bolívar. Nach der Entsetzung Bolívars im ostvenezolanischen Barcelona (9. Februar 1817) folgte die Befreiung der Provinz Guyana, deren militärischer Oberbefehlshaber er wurde. Als sich Mariño am vorletzten Tag des Jahres 1817 endgültig Bolívar unterwarf und sich zurückzog, wurde Bermúdez Oberbefehlshaber des Ostheers und erhielt Weisung mit General Rafael Urdaneta Barcelona und Cumaná zu sichern. Am 13. September 1818 erlitt er am Río Caribe eine Niederlage und musste sich nach Cumaná zurückziehen, verfolgt von den Royalisten.

#### Carabobo

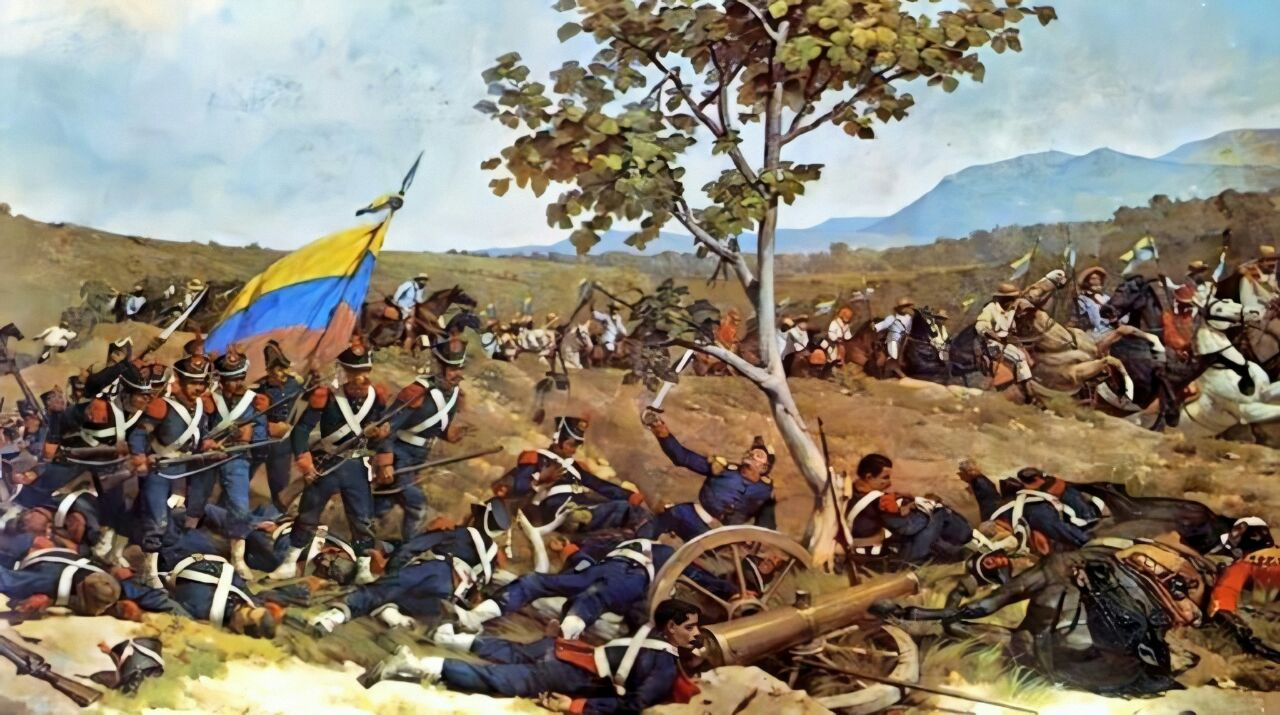
Schlacht bei Carabobo

1821 nahm Bermúdez im Rahmen der Carabobo-Kampagne an dem Ablenkungsversuch teil, der darauf zielte, die Truppen der Spanier aufzuspalten. Diese Operation begann er nach einigen erfolgreich verlaufenen Gefechten am 28. April. Am 14. Mai zog er in Caracas ein, nachdem er die Garnison von Caracas, die ihm entgegen gezogen war, am 12. östlich von Guatire vernichtend geschlagen hatte. Er brach am 18. nach Süden in die Täler Araguas auf, weil er die Stadt nicht gegen die nachrückenden Spanier unter Morales verteidigen konnte. Nach dem Ende des Feldzugs durch die Schlacht von Carabobo am 24. Juni 1821, wurde er als Oberkommandierender der Streitkräfte im Osten des Landes nach Cumaná geschickt, das seit dem Verlust der zweiten Republik hartnäckig von den Royalisten gehalten wurde. Am 16. September fiel auch diese letzte Bastion der Spanier im Osten Venezuelas, entscheidend geprägt von seinem Einsatz.

#### Maracaibo und Riohacha

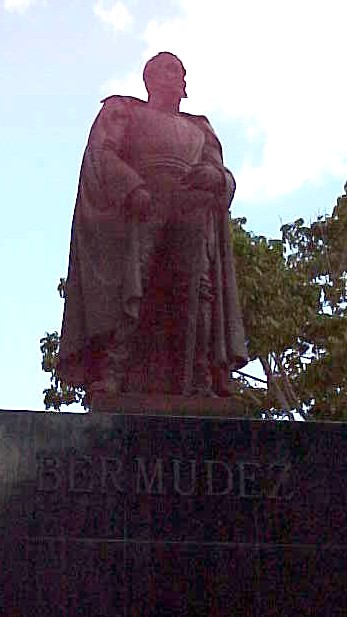
Statue von General José Francisco Bermúdez in Caracas

Um Francisco Tomás Morales aus Maracaibo und Riohacha zu vertreiben, wurde er im Juli 1823 erneut ausgeschickt. Ebenfalls beteiligt war er am Fall Puerto Cabellos am 10. November; es war der letzte Stützpunkt der Spanier in Venezuela. Nach seiner Rückkehr nach Cumaná im Dezember übte er die Funktion des Militärkommandanten der Provinz Orinoko aus.

### Ruhestand und Ende
Noch zweimal, zuerst 1828, musste er in der Nähe von Cumancoa einen Aufstand niederschlagen, dann von Januar bis August 1830 galt es erneut Gegner der Verfassung zu befrieden. Anschließend setzte er sich zur Ruhe.
Ein Jahr später fiel Bermúdez in Cumaná einem politischen Attentat zum Opfer. 1877 wurden seine sterblichen Überreste im Panteón Nacional in Caracas beigesetzt. Nach ihm wurde der Flughafen Jose Francisco Bermúdez westlich von Carúpano benannt.